# CLIMAP

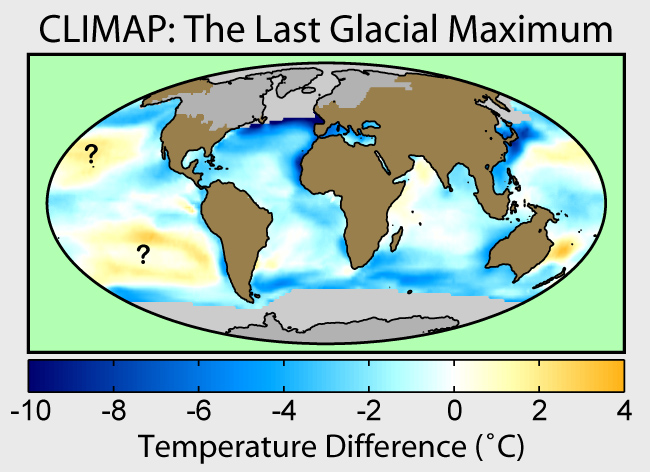
Mapa CLIMAP del clima de les capes de gel, els canvis de temperatura del mar, i els canvis en el contorn de les regions costaneres durant l'últim glacial.

CLIMAP és un acrònim de l'anglès Climate: Long range Investigation, Mapping, and Prediction, i traduït al català vol dir Clima: Investigació, mapatge i Predicció a Llarg Abast, de va ser un important projecte de recerca dels anys 70 i 80 per produir un mapa de les condicions climàtiques durant l'Últim màxim glacial. El projecte va ser finançat per la National Science Foundation com a part de la International Decade of Ocean Exploration (1970) i es basa en gran part de la recol·lecció i anàlisi d'un gran nombre de nuclis de sediments per crear una instantània de les condicions a través dels oceans. El projecte CLIMAP també va donar lloc a mapes de zones vegetatives a través dels continents i l'extensió estimada de la glaciació en aquell moment. La majoria dels resultats de CLIMAP tracten de descriure la Terra com fa 18 mil anys, però també es va analitzar la situació durant la interglacial anterior -fa 120 mil anys (CLIMAP 1981).
CLIMAP ha estat una pedra angular de la recerca paleoclimàtica i segueix sent la reconstrucció de la temperatura superficial de l'oceà global durant l'últim màxim glacial (Yin i Battisti 2001), però també ha estat persistentment controvertit. CLIMAP va resultar en estimacions de refredament global de només 3.0 ± 0.6 °C en relació amb l'actualitat (Hoffert i Covey 1992). Es creu que el canvi climàtic durant una edat glacial que es produeix lluny de les mateixes plaques de gel continentals està controlat principalment pels canvis en els gasos d'efecte d'hivernacle, de manera que les condicions durant l'últim màxim glacial proporcionen un experiment natural per mesurar l'impacte de canvis en els gasos d'efecte d'hivernacle en el clima. Les estimacions citades de 3,0 °C impliquen una sensibilitat climàtica als canvis de diòxid de carboni a l'extrem inferior del rang proposat pel Grup Intergovernamental sobre el Canvi Climàtic. Arxivat 2016-12-27 a Wayback Machine.
Tanmateix, CLIMAP també suggerit que alguns dels tròpics i en particular molt de l'oceà Pacífic era més tebi que són avui. Per datar, cap model de clima ha estat capaç de reproduir l'escalfament proposat en l'Oceà Pacífic (Yin i Battisti 2001), amb més preferint un diversos refredament de grau. També, apareix que models de clima que són forçats per aparellar el CLIMAP mides de superfície del mar són massa tèbies d'aparellar estimacions per canvis a ubicacions continentals (Pinot et al. 1999). Això suggereix que qualsevol disseny de model del clima falta algun factor desconegut important, o CLIMAP sistemàticament sobrevalorat les temperatures en els oceans tropicals durant el durar glacial, encara que hi ha actualment cap explicació compatible de per què o com això hauria d'haver-hi passat. Malauradament, el cost i la dificultat de recol·lecció de nuclis de sediments del Pacífic obert ha limitat la disponibilitat de mostres que podrien ajudar a confirmar o refutar aquestes observacions. Si se suposa que la reconstrucció del Pacífic és errònia, donaria lloc a una major sensibilitat climàtica als canvis en els gasos amb efecte d'hivernacle.